# トマーシュ・ヴァンチュラ
トマーシュ・ヴァンチュラ (チェコ語: Tomáš Vančura、1996年9月10日 -）は チェコのズリーン州ヴァラシスケー・メジルジーチー出身のスキージャンプ選手である。

## 経歴
ノルディック複合選手として競技を始め、2010年から2012年はアルペンカップ大会に、コンチネンタルカップ2013/14の2大会に出場し、 ノルディックスキー・アルペンスキー協会大会 2011およびノルディックスキージュニア世界選手権大会の2013年大会、2015年大会まではノルディック複合選手として出場したが、優勝する事はかなわなかった。
2015年2月21日にヒンターツァルテンでFISカップに初出場し、40位。更に2015年夏のフィラッハでのFISカップで
は、これまでで最高の4位となる。 また、8月のヴィスワ大会でコンチネンタルカップに初出場。 初出場にして上位10位圏内の7位となった。 8月29日にチェコのフレンシュタード・ポト・ラドシュチェム大会で3位となりジャンプコンチネンタルカップでは初の表彰台に上がった。 またグランプリにも初出場、2015年9月5日、 6日にチャイコフスキーで開かれたグランプリにエントリーしたが、36位、46位で終わり得点できなかった。 2016年1月9日、10日のガルミッシュ=パルテンキルヒェン大会では9位と3位を獲得、これによりバド・ミッテルンドルフで開催されるスキーフライング世界選手権2016のチェコ代表チームに名を連ねることとなった。 世界選手権では個人で23位、団体では6位であった。 その後すぐに移動し、2016年1月22日に札幌開催のコンチネンタルカップでは初勝利をあげ、 一週間後には札幌でワールドカップにもデビューし、 初日は37位、2日目は28位で初のワールドカップポイントを獲得した。 2月にルシュノフで開催されたノルディックスキージュニア世界選手権 2016では、個人ノーマルヒルで10位以内の7位、男子団体ノーマルヒルは6位と混合団体で5位を獲得した。
グランプリ2016では4度のトップ10入りがあり、チャイコフスキーでは、グランプリでは自身初の表彰台となる2位を獲得、総合順位は12位となった。

## 成績
コンチネンタルカップにおける個人優勝
| 回数 | 日            | 場所   | タイプ       |
| ---- | ------------- | ------ | ------------ |
| 1.   | 2016年1月22日 | 宮の森 | ノーマルヒル |

### 総合成績
スキーフライング世界選手権大会
- バド・ミッテルンドルフ2016:個人23位、団体6位

ワールドカップにおける順位
| シーズン | 順位 | ポイント |
| -------- | ---- | -------- |
| 2015/16  | 71.  | 3        |

グランプリにおける順位
| シーズン | 順位 | ポイント |
| -------- | ---- | -------- |
| 2016     | 12.  | 198      |